# Albert Bouts
Albert Bouts lub Aelbrecht Bouts (ur. między 1452 a 1460 w Leuven, zm. w marcu 1549) – niderlandzki malarz.
Pochodził z rodziny o tradycjach artystycznych. Był synem malarza Dirka Boutsa i młodszym bratem innego malarza, Dirka Boutsa młodszego, którego syn Jan Bouts (1478–1530) również wykonywał ten sam zawód. Po śmierci ojca Dirka Boutsa starszego jego warsztat przejął Dirk młodszy, a Albert w 1475 roku wyjechał na naukę, prawdopodobnie do pracowni Hugo van der Goesa w Gandawie, a następnie założył własną pracownię w rodzinnym Leuven. W dokumentach z 1524 roku Bouts wymieniany jest jako przewodniczący miejscowej gildii malarzy.
Rozwinął własny styl charakteryzujący się mocnymi kolorami, bogatą teksturą, dbałością o szczegóły i typowo niderlandzkim realizmem. Specjalizował się głównie w niewielkich obrazach o tematyce religijnej, przeznaczonych do małych prywatnych ołtarzy donatorów. Jednym z częstszych podejmowanych przez niego tematów była scena ze św. Hieronimem pogrążonym w modlitwie lub przedstawionym jako penitent – klęczący pustelnik z krucyfiksem.
Był dwukrotnie żonaty. W 1481 roku poślubił Marię Coocx, a w 1491 Elisabeth Nausnyders.